# Tatosoma tipulata
Tatosoma tipulata là một loài bướm đêm trong họ Geometridae.